# Юрій (Каліщук)
Митрополит Юрій (Каліщук) (26 травня 1951, передмістя Монреаля) — колишній предстоятель Української православної церкви в Канаді; єпископ Константинопольського патріархату. Титул — «Архієпископ Вінніпега та Середньої єпархії, Митрополит Канади» (англ.: His Eminence Metropolitan Yurij (Kalistchuk) Archbishop of Winnipeg and the Central Eparchy Metropolitan of Canada Primate of the Ukrainian Orthodox Church of Canada Locum Tenens of the Eastern Eparchy). Головний капелан в УПЦ Канади.
Тезоіменитство: 23 квітня / 6 травня (великомученика Юрія Переможця).
Обраний на предстоятеля УПЦК 18 липня 2010.
11 липня 2021 року оголосив про свій відхід на спокій.

## Біографія
Батьки предстоятеля — Петро та Анастасія Каліщуки — УПЦК родом із волинського села Нова Вижва (Україна).
1973 року отримав ступінь бакалавра богослов'я у коледжі Святого Андрія у Вінніпезі. В 1975–1980 роках навчався музики в Макмастерському університеті, закінчив його з відзнакою. 1984 року отримав ступінь магістра освіти, 1985 року — богослов'я .
16 червня 1988 року висвячений на диякона, а на наступний день — священник. Направлений на парафію Святої Трійці у Вінніпезі. Викладав музику в Православному коледжі Церкви Святого Андрія.
10 вересня 1989 року пострижений у ченці, того ж року Надзвичайний собор Української православної церкви Канади призначив його вікарним єпископом Саскатуна. Чин рукоположення здійснили Блаженніший Митрополит Василь і архієпископ Іоанн Едмонтонський.
1990 представляв Українську православну церкву Канади під час зустрічі з Патріархом Константинопольським, коли прийнято рішення про статус УПЦК у Вселенській патріархії як автономної православної церкви.
1995 — єпископ Торонтський і Східної єпархії. 1996 владика Юрій обраний Генеральним Секретарем церковної ради Світового Конґресу Українців (СКУ). 1997 року член делегації від Постійної Конференції Українських православних єпископів поза межами України на Другий світовий форум українців у Києві.
2001 року Собор єпископів УПЦК підніс його до сану Архієпископа з титулом «Архієпископ Торонтський і Східної єпархії». 2002–2003 — представляв УПЦК у Канадській раді церков, віце-президент.
14 липня 2010 року XXII Собор Української православної церкви Канади обрав його Предстоятелем церкви — у зв'язку з відходом колишнього митрополита всій Канаді Івана (Стінки).
20 листопада 2010 — урочиста інтронізація предстоятеля УПЦК.
У кінці лютого 2019 року разом з капеланом ПЦУ прот. Андрієм Дудою молився в Успенському храмі міста Калгарі за Небесну сотню.

### Міжконфесійна позиція
19 квітня 2012 року митрополит Юрій (Каліщук) звернувся з листом до духовенства та парафіяльних рад про заборону неканонічному, розлученому та відлученому від церкви Філарету (Денисенку) під час його поїздки до Канади відвідувати будь-які храми та майно, що належить Українській Православній Церкві. Заборона передбачала заборону священнослужителям і членам Управи Консисторії перебувати поблизу Філарета під час його візиту.
Лист Юрія обурив деяких прихожан Володимирського собору в Торонто. Заборону публічно розкритикували та проігнорували, оскільки 21 квітня 2012 року в Культурному центрі Св. Володимира в Оквілі відбувся бенкет на честь Патріарха Філарета, де Філарет оглянув цвинтар, каплицю та зустрівся з лідерами українсько-канадської громади, зокрема Полом Ґродом, Президент Конґресу Українців Канади.
На знак підтримки Української Греко-Католицької Церкви Канади Філарета запросили взяти участь у Божественній Літургії в Українській Католицькій Церкві св. Димитрія наступного дня в Торонто. По завершенні Літургії Філарет нагородив преподобного Іоанна Татарина орденом Святого Володимира ІІІ ступеня.